# Ernst Gombrich
Sir Ernst Hans Joseph Gombrich (30. března 1909 Vídeň – 3. listopadu 2001 Londýn) byl britský teoretik a historik umění rakouského původu, který pracoval hlavně ve Warburgově ústavu. Jeho nejznámější dílo je „Příběh umění“.

## Život
Narodil se ve vzdělané židovské rodině, otec byl advokát a matka pianistka, žačka A. Brucknera. Po maturitě na vídeňském Teresianu studoval v letech 1928-1933 dějiny umění ve Vídni s kratším pobytem v Berlíně, kde navštěvoval přednášky psychologa W. Köhlera o pokusech s lidoopy. Zájem o vztah mezi uměním a psychologií ho pak provázel po celý život. Promoval prací o manýristické vile Palazzo Te v Mantově. Roku 1935 poprvé vydal „Malé dějiny světa“, které pak vyšly ještě mnohokrát a v různých jazycích. V roce 1936 emigroval do Londýna, kde pracoval v knihovně nadace Aby Warburga, která se tam právě přestěhovala z Hamburku. Téhož roku se oženil s pianistkou Ilse Heller a měl s ní syna.
Za války pracoval pro BBC a monitoroval německé vysílání. Když v dubnu 1945 zaslechl, že rozhlas vysílá Brucknerovu smuteční symfonii, správně uhodl, že Hitler je mrtev a zprávu jako první předal W. Churchillovi. Za války se také spřátelil s dalšími vídeňskými emigranty, zejména s Karl Popperem a F. von Hayekem. V listopadu 1945 se vrátil do Warburgova ústavu, kde přednášel o klasické tradici a jehož byl pak v letech 1959-1972 ředitelem. Roku 1960 byl zvolen členem British Academy, 1966 dostal Řád britského impéria a 1972 byl povýšen do šlechtického stavu.

## Význam
Gombrichův originální přístup k umění spočíval jednak v tom, že se snažil omezovat libovůli v jeho interpretacích, jednak hledal spojnice mezi dějinami umění, tvarovou psychologií a dalšími sousedními obory. Jeho „Příběh umění“ je dodnes oblíbený úvod do dějin umění. V dalším díle Art and Illusion („Umění a iluze“) se snažil ukázat, že působení obrazu je vždy iluzí, kterou je třeba stále znovu testovat a korigovat jako v laboratoři. Kniha The Sense of Order („Smysl pro řád“) je věnována dekorativnímu umění a ornamentu. Věnoval se také karikatuře, výtvarnému odkazu antiky, renesanci a mnoha dalším tématům.
Od 50. let se stavěl kriticky k modernímu umění a odmítal neustálou honbu za inovacemi a novinkami. Odmítal relativistický názor, že umělecké dílo je cokoli, co se za ně prohlásí (Marcel Duchamp), a snažil se ukázat, s jakým úsilím mnoho moderních umělců hledalo nějaké nadosobní zakotvení pro svoji práci. Nesdílel jejich návraty k platonismu, ale byl přesvědčen, že umění nutně potřebuje jakousi představu dokonalosti. Má-li dílo divákovi něco přinést, nestačí aby je jen nepředpojatě pozoroval. Musí se dokonce umět zdržet kritiky a oddat se mu se spontánní náklonností a láskou.
Gombrich také odmítal představu oddělené „židovské kultury“ a pokládal ji za vynález nacistů. Vysvětluje, jak se stalo, že Židé v moderní době v řadě intelektuálních oborů tak vynikali, ale odmítá je oddělit od společného kmene humanismu.

## Vyznamenání
- Čestný kříž Za vědu a umění I. třídy (1975, Rakousko)[4]
- Pour le Mérite za vědu a umění (1977)
- komandér Řádu britského impéria (1966)
- Řád Za zásluhy (15. února 1988)